# قط راغدول

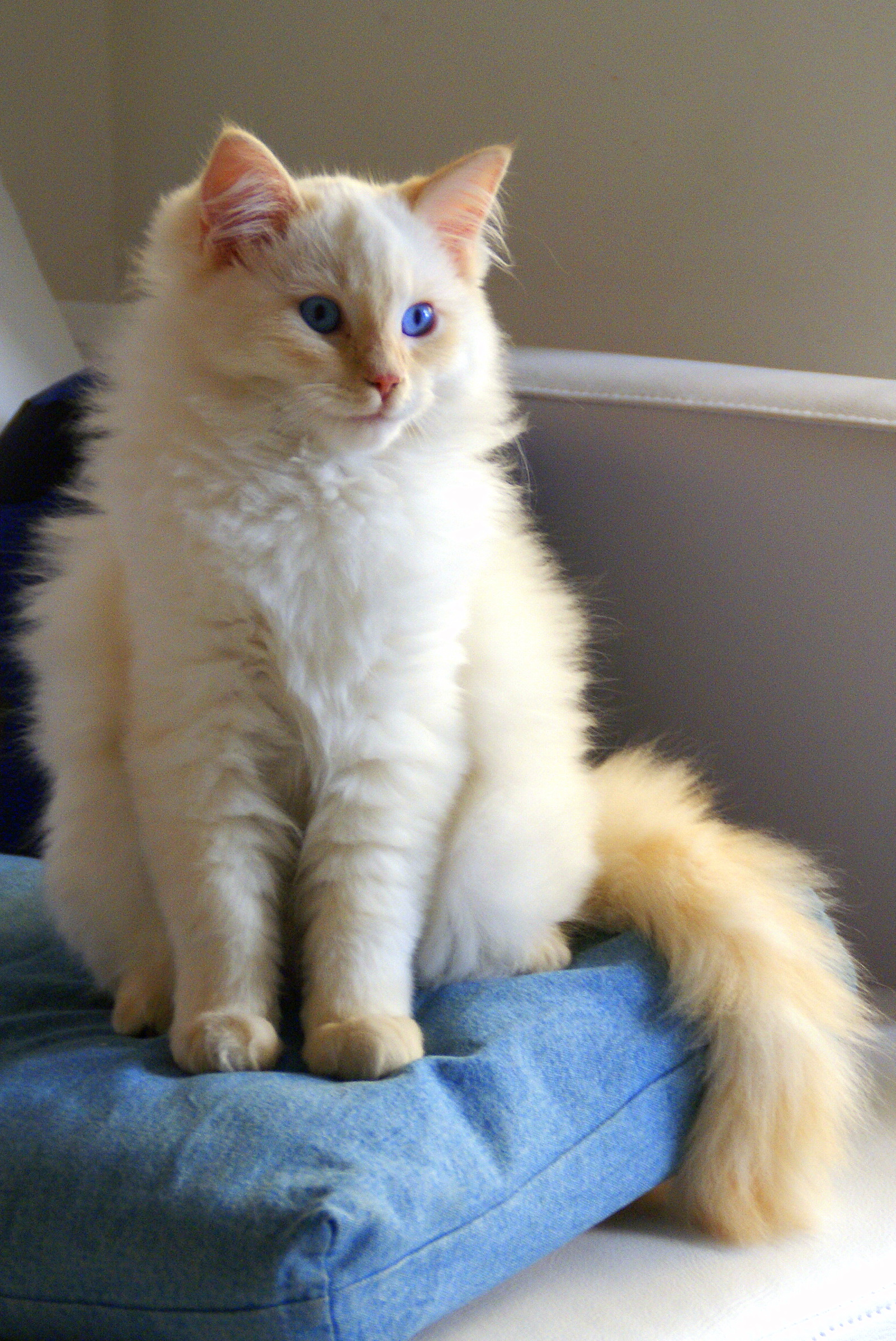

القط رَغدُول (بالإنجليزية: Ragdoll)‏ له معطف من الفراء إما طويل أو كثيف ومتوسط وخدين عريضين وانف قصير عينان زرقاوان يميلان للانحراف الذيل متين وذو فراء جيد الطباع رقيقة.
من أنواع الانجورا له معطف كثيف وناعم في الأعلى فقط. اللون الأساسي الأبيض علامات كستنائية بالقرب من الاذنين والذيل بحلقات اغمق يشبه الانجورا التركى على ان له اذنين كبيرتين عليهما شعر ولونها وردى من الداخل. العينان مستديرتان زرقاوان. الذيل طويل وكثيف، يعتبر قط منزل هادئ ويسمى القط السباح لانه يجيد السباحة.

## تاريخ قط رغدول
يعود إنتاج سلالة رغدول إلى التسعينيات من القرن الماضي (1960) في ولاية كاليفورنيا على يد مربي القطط «آن بيكر», استخدم في ذلك القطط متوسطة الشعر المحلية ذات الأصول الغير معروفة لانتاج هذه السلالة من «جوزفين», وهي القط الأم الأصلية للسلالة والتي كانت بيضاء وشديدة الجمال.
وبعدما أنجبت «جوزفين» قططا صغيرة ذات مزاج وطيع وهادئ وطبيعة حنونة وتميل إلى التعرج والاسترخاء عند حملها.
قام بعدها الفرس البورميون بتطوير هذه السلالة. حيث انشأ البورميون سلالات أخرى مثل قط بيرمان وقط بورما المقدس.
وتنحدر جميع رغدول (Ragdolls) من قطط بيكر من خلال تزاوج دادي واربكس (Daddy Warbucks) الذي يتميز بنقطة ختم بأقدام بيضاء إلى فوجينا (Fugianne) المؤسسة ثنائية اللون والحنطة السوداء (Blackie Sired) وهي انثى تشبه البورمية ذات اللون البني الداكن والأسود.

## شخصية قطط رغدول ومميزاته
- تحب قطط رغدول الأهتمام وقضاء الوقت مع صاحبها كما أنها تستعمل صوتها أو مخالبها لجلب أنتباه صاحبها.
- هي قطط مطيعة ومن السهل قيادتها إلى جانب أنها نشيطة وتتميز بقدر عال من الحيوية.
- تستخدم صوتها الناعم لتذكر صاحبها بمواعيد الطعام أو لطلب مشاركته في اللعب.
- تتميز قطط رغدول بذكاء شديد وتفضل المكافأة عند قيامها بسلوك جيد.
- تحب أيضا مطاردة المكنسة أو قطع القماش عند عملية تنظيف البيت وتشارك في ذلك لتغلب على الشعور بالملل.

## مميزات قط رغدول
- قطط رغدول قطط محبة واجتماعية وتتميز بالمظهر الناعم والفراء الطويل، إضافة إلى موائها القليل نسبيا وهي مخلصة تجاه صاحبها.
- تتميز بكونها صبورة مع الأطفال فهي نادرا ما تمد مخالبها عند اللعب إلى جانب أنها قطط ودودة يمكنها العيش مع القطط الأخرى والكلاب الصديقة.

## المشاكل الصحية لقطط رغدول
- تعاني من السمنة حيث يزن الذكر منها بين 5-9 كغ والأناث بين 3-6 كغ في المتوسط.- تعاني من حصى المثانة واعتلال القلب والتهابات المسالك البولية.
-لا تتمع بالتنوع الجيني وهي لا يمكنها حماية نفسها ضد أي هجوم من القطط الأخرى.

## كيفية تربية قطط رغدول في المنزل
- يجب القيام بتمشيط شعرها بمشط من الفولاذ المقاوم للصدأ وذلك مرتين في الأسبوع.
- استحمامه كل فترة ويفضل أن تترواح الفترة ما بين أسابيع وأشهر.
- ينصح أيضا بتنظيف أسنانها وتقليم أضافرها لتجنب مشاكل اللثة في الأسنان ومشاكل في الأظافر وكذا فحص أذنيها بشكل دوري ومستمر.
- مسح زوايا العين بقطعة قماش ناعمة للتخلص من أي افرازات.
- استشارة طبيب بيطري بشان نظامها الغدائي.
- يجب الأعتناء بها وعدم اخراجها للشارع تجنبا للأمراض وهجمات الحيوانات الأخرى.